# Wereldbeker bobsleeën 2013/2014
De wereldbeker bobsleeën in het seizoen 2013/2014 (officieel: Viessmann FIBT Bob & Skeleton World Cup 2013/2014) liep van 30 november 2013 tot en met 26 januari 2014. De competitie werd georganiseerd door de FIBT, gelijktijdig met de wereldbeker skeleton.
De competitie omvatte dit seizoen acht wedstrijden in de drie traditionele onderdelen van het bobsleeën, bij de mannen de twee- en viermansbob en bij de vrouwen de tweemansbob. De wedstrijden werden gehouden op zeven verschillende banen, waarbij per wedstrijd voor elk onderdeel twee runs werd georganiseerd. Respectievelijk in Park City (voor de vrouwen), Lake Placid (voor de mannen tweemansbob) en Winterberg (voor de mannen viermansbob) werden twee wedstrijden georganiseerd.
Bij de mannen tweemansbob werd de Canadees Lyndon Rush opgevolgd door de Amerikaan en voormalig winnaar (2007) Steven Holcomb. Op het eindpodium werd hij op plaats twee geflankeerd door de Zwitser en voormalig winnaar (2009, 2012) Beat Hefti en op plaats drie door de Duitser Francesco Friedrich die voor het eerst op dit podium plaatsnam.
In de viermansbob werd de Rus Aleksandr Zoebkov opgevolgd door de Duitser Maximilian Arndt die voor de tweede keer op het podium stond, in 2012 werd hij tweede. De eindwinnaar in de tweemansbob, Steven Holcomb, werd in dit klassement tweede. Het was voor hem de vierde keer dat hij hier stond, in 2007 werd hij ook tweede, in 2010 winnaar en in 2011 derde. De derde plaats werd gedeeld door de Duitser Thomas Florschütz en de Canadees Chris Spring, beide stonden voor het eerst op dit podium.
De Canadese Kaillie Humphries werd voor het tweede opeenvolgende seizoen winnares van de wereldbeker in de tweemansbob bij de vrouwen, voor haar was het de vierde keer dat ze op het erepodium plaatsnam, in 2010 werd ze tweede, in 2011 derde. Ze werd geflankeerd door twee Amerikaanse vrouwen en allebei debutant op het erepodium, Elana Meyers op plaats twee en Jamie Greubel op plaats drie.
De achtste wereldbekerwedstrijd in Königssee gold voor de Europese deelnemers tevens als het Europees kampioenschap.

## Wereldbeker punten
De eerste 30 in het dagklassement krijgen punten voor het wereldbekerklassement toegekend. De top 20 na de eerste run gaan verder naar de tweede run, de overige deelnemers krijgen hun punten toegekend op basis van hun klassering na de eerste run. De onderstaande tabel geeft de punten per plaats weer.
| Klassering = punten                          | Klassering = punten                           | Klassering = punten                               | Klassering = punten                          | Klassering = punten                          | Klassering = punten                          |
| -------------------------------------------- | --------------------------------------------- | ------------------------------------------------- | -------------------------------------------- | -------------------------------------------- | -------------------------------------------- |
| 1e = 225 2e = 210 3e = 200 4e = 192 5e = 184 | 6e = 176 7e = 168 8e = 160 9e = 152 10e = 144 | 11e = 136 12e = 128 13e = 120 14e = 112 15e = 104 | 16e = 96 17e = 88 18e = 80 19e = 74 20e = 68 | 21e = 62 22e = 56 23e = 50 24e = 45 25e = 40 | 26e = 36 27e = 32 28e = 28 29e = 24 30e = 20 |

## Tweemansbob (m)

### Uitslagen
| Datum | Plaats          | Eerste                                           | Tweede                                           | Derde                                            |
| ----- | --------------- | ------------------------------------------------ | ------------------------------------------------ | ------------------------------------------------ |
| 30/11 | Calgary         | Verenigde Staten Steven Holcomb Steven Langton   | Zwitserland Beat Hefti Alex Baumann              | Canada Chris Spring Jesse Lumsden                |
| 07/12 | Park City       | Verenigde Staten Steven Holcomb Christopher Fogt | Verenigde Staten Nick Cunningham Dallas Robinson | Duitsland Francesco Friedrich Jannis Baecker     |
| 13/12 | Lake Placid (1) | Verenigde Staten Steven Holcomb Steven Langton   | Zwitserland Beat Hefti Alex Baumann              | Verenigde Staten Nick Cunningham Dallas Robinson |
| 14/12 | Lake Placid (2) | Verenigde Staten Steven Holcomb Christopher Fogt | Verenigde Staten Nick Cunningham Johnny Quinn    | Verenigde Staten Cory Butner Charles Berkeley    |
| 03/01 | Winterberg      | Zwitserland Beat Hefti Alex Baumann              | Rusland Aleksandr Zoebkov Aleksej Voevoda        | Verenigde Staten Cory Butner Charles Berkeley    |
| 11/01 | Sankt Moritz    | Zwitserland Beat Hefti Alex Baumann              | Rusland Aleksandr Zoebkov Aleksej Voevoda        | Duitsland Francesco Friedrich Jannis Baecker     |
| 19/01 | Igls            | Verenigde Staten Steven Holcomb Steven Langton   | Zwitserland Beat Hefti Thomas Amrhein            | Rusland Aleksandr Zoebkov Dmitri Troenenkov      |
| 25/01 | Königssee *     | Canada Justin Kripps Bryan Barnett               | Zwitserland Beat Hefti Alex Baumann              | Canada Lyndon Rush Lascelles Brown               |

Nederlandse deelnemers
| Land      | WB #1                           | WB #2                    | WB #3                      | WB #4                      | WB #5                    | WB #6                           | WB #7                      | WB #8 *                         |
| --------- | ------------------------------- | ------------------------ | -------------------------- | -------------------------- | ------------------------ | ------------------------------- | -------------------------- | ------------------------------- |
| Nederland | 18e E. van Calker Van der Zijde | 22e E. van Calker Jansma | 17e E. van Calker Jansma   | 14e E. van Calker Jansma   | 21e E. van Calker Jansma | 20e E. van Calker A. van Calker | 16e E. van Calker Piek     | 13e E. van Calker Van der Zijde |
| Nederland | 17e De Bruin Greiner            | 18e De Bruin Klaasen     | 18e De Bruin Van der Zijde | 12e De Bruin Van der Zijde | 18e De Bruin Greiner     | 23e De Bruin Wintersberger      | 24e De Bruin Wintersberger | 18e De Bruin Wintersberger      |

* WB#8 25/01: Tegelijkertijd het Europees kampioenschap. Nadat de niet-Europese bobs uit de uitslag werden gehaald eindigde Van Calker als zevende en Ivo de Bruin als twaalfde.

### Eindstand
| #  | Piloot                  | Land | Punten |
| -- | ----------------------- | ---- | ------ |
| 01 | Steven Holcomb          | USA  | 1645   |
| 02 | Beat Hefti              | SUI  | 1610   |
| 03 | Francesco Friedrich (J) | GER  | 1400   |
| 04 | Corey Butner            | USA  | 1384   |
| 05 | Aleksandr Zoebkov       | RUS  | 1332   |
| 06 | Nick Cunningham         | USA  | 1308   |
| 07 | Lyndon Rush             | CAN  | 1304   |
| 08 | Thomas Florschütz       | GER  | 1258   |
| 09 | Chris Spring            | CAN  | 1272   |
| 10 | Justin Kripps           | CAN  | 1241   |
| 11 | Maximilian Arndt        | GER  | 1104   |
| 12 | Oskars Melbardis (J)    | LAT  | 1080   |

| #  | Piloot                | Land | Punten |
| -- | --------------------- | ---- | ------ |
| 13 | Simone Bertazzo       | ITA  | 0856   |
| 14 | Aleksandr Kasjanov    | RUS  | 0842   |
| 15 | Oskars Ķibermanis (J) | LAT  | 0816   |
| 16 | Edwin van Calker      | NED  | 0682   |
| 17 | Ivo de Bruin          | NED  | 0631   |
| 18 | Rico Peter            | SUI  | 0544   |
| 19 | Loic Costerg          | SUI  | 0540   |
| 20 | Nicolae Istrate       | ROU  | 0482   |
| 21 | John James Jackson    | GBR  | 0467   |
| 22 | Jan Vrba              | CZE  | 0426   |
| 23 | Dawid Kupczyk         | POL  | 0362   |
| 24 | Gregor Baumann        | SUI  | 0278   |

| #  | Piloot                  | Land | Punten |
| -- | ----------------------- | ---- | ------ |
| 25 | Won Yun-jong            | KOR  | 0266   |
| 26 | Heath Spence            | AUS  | 0190   |
| 27 | Nikita Zacharov         | RUS  | 0187   |
| 28 | Benjamin Maier (J)      | AUT  | 0182   |
| 29 | Hiroshi Suzuki          | JPN  | 0124   |
| 30 | Lukas Gschnitzer (J)    | ITA  | 0112   |
| 31 | Lamin Deen              | GBR  | 0112   |
| 32 | Kim Dong-hyun (J)       | KOR  | 0080   |
| 33 | Alexej Stoelnjev (J)    | RUS  | 0074   |
| 33 | Jevgeni Pasjkov (J)     | RUS  | 0074   |
| 35 | Alexej Gorlatsjev       | RUS  | 0068   |
| 36 | Patrick Baumgartner (J) | ITA  | 0045   |

 (J) = junior 

## Viermansbob (m)

### Uitslagen
| Datum | Plaats         | Eerste                                                                            | Tweede | Derde                                                                            |
| ----- | -------------- | --------------------------------------------------------------------------------- | --- | -------------------------------------------------------------------------------- |
| 30/11 | Calgary        | Verenigde Staten Steven Holcomb Curtis Tomasevicz Steven Langton Christopher Fogt | Duitsland Maximilian Arndt Marko Hübenbecker Alexander Rödiger Martin Putze Rusland Aleksandr Zoebkov Aleksej Negodajlo Dmitri Troenenkov Maksim Moskrooeov |                                                                                  |
| 07/12 | Park City      | Verenigde Staten Steven Holcomb Curtis Tomasevicz Steven Langton Christopher Fogt | Duitsland Maximilian Arndt Marko Hübenbecker Alexander Rödiger Martin Putze                                                                                 | Rusland Aleksandr Kasjanov Philipp Jegorov Maksim Beloegin Aleksej Poesjkarev    |
| 15/12 | Lake Placid    | Verenigde Staten Steven Holcomb Curtis Tomasevicz Steven Langton Christopher Fogt | Verenigd Koninkrijk John James Jackson Stuart Benson Bruce Tasker Joel Fearon                                                                               | Duitsland Thomas Florschuetz Ronny Listner Kevin Kuske Christian Poser           |
| 04/01 | Winterberg (1) | Duitsland Maximilian Arndt Marko Hübenbecker Alexander Rödiger Martin Putze       | Duitsland Francesco Friedrich Jannis Bäcker Gregor Bermbach Thorsten Margis                                                                                 | Rusland Aleksandr Zoebkov Aleksej Negodajlo Dmitri Troenenkov Aleksej Poesjkarev |
| 05/01 | Winterberg (2) | Duitsland Maximilian Arndt Marko Hübenbecker Alexander Rödiger Martin Putze       | Duitsland Francesco Friedrich Jannis Bäcker Gregor Bermbach Thorsten Margis                                                                                 | Duitsland Thomas Florschuetz Joshua Bluhm Kevin Kuske Christian Poser            |
| 12/01 | Sankt Moritz   | Letland Oskars Melbārdis Daumants Dreiškens Arvis Vilkaste Jānis Strenga          | Rusland Aleksandr Zoebkov Aleksej Negodajlo Dmitri Troenenkov Aleksej Vojevoda                                                                              | Duitsland Maximilian Arndt Marko Hübenbecker Alexander Rödiger Martin Putze      |
| 19/01 | Igls           | Letland Oskars Melbārdis Arvis Vilkaste Daumants Dreiškens Jānis Strenga          | Verenigde Staten Steven Holcomb Curtis Tomasevicz Steven Langton Christopher Fogt                                                                           | Duitsland Thomas Florschuetz Joshua Bluhm Kevin Kuske Christian Poser            |
| 26/01 | Königssee *    | Verenigde Staten Steven Holcomb Curtis Tomasevicz Steven Langton Christopher Fogt | Zwitserland Beat Hefti Alex Baumann Jürg Egger Thomas Amrhein                                                                                               | Canada Lyndon Rush Lascelles Brown David Bissett Neville Wright                  |

Nederlandse deelnemers
| Land      | WB #1                                          | WB #2                                           | WB #3                                 | WB #4                                            | WB #5                                            | WB #6                                            | WB #7                                            | WB #8 *                                           |
| --------- | ---------------------------------------------- | ----------------------------------------------- | ------------------------------------- | ------------------------------------------------ | ------------------------------------------------ | ------------------------------------------------ | ------------------------------------------------ | ------------------------------------------------- |
| Nederland | 10e E. van Calker van der Zijde Jansma Klaasen | 10e E. van Calker A. van Calker Jansma Klaassen | 8e E. van Calker Piek Jansma Klaassen | 17e E. van Calker van der Zijde Greiner Klaassen | 20e E. van Calker van der Zijde Greiner Klaassen | 16e E. van Calker van der Zijde Greiner Klaassen | 15e E. van Calker van der Zijde Greiner Klaassen | 7e * E. van Calker van der Zijde Greiner Klaassen |

* WB#8 26/01: Tegelijkertijd het Europees kampioenschap. Nadat de niet-Europese bobs uit de uitslag werden gehaald eindigde Van Calker als vijfde.

### Eindstand
| #  | Piloot                  | Land | Punten |
| -- | ----------------------- | ---- | ------ |
| 01 | Maximilian Arndt        | GER  | 1574   |
| 02 | Steven Holcomb          | USA  | 1514   |
| 03 | Thomas Florschütz       | GER  | 1400   |
| 03 | Chris Spring            | CAN  | 1400   |
| 05 | Aleksandr Zoebkov       | RUS  | 1292   |
| 06 | Oskars Melbārdis (J)    | LAT  | 1228   |
| 06 | Francesco Friedrich (J) | GER  | 1228   |
| 08 | Aleksandr Kasjanov      | RUS  | 1160   |
| 09 | Lyndon Rush             | CAN  | 1158   |
| 10 | Justin Kripps           | CAN  | 1144   |
| 11 | Beat Hefti              | SUI  | 1106   |
| 12 | John James Jackson      | GBR  | 1078   |

| #  | Piloot                | Land | Punten |
| -- | --------------------- | ---- | ------ |
| 13 | Edwin van Calker      | NED  | 972    |
| 14 | Oskars Ķibermanis (J) | LAT  | 920    |
| 15 | Nick Cunningham       | USA  | 880    |
| 16 | Simone Bertazzo       | ITA  | 858    |
| 17 | Nikita Zacharov       | RUS  | 816    |
| 18 | Jan Vrba              | CZE  | 740    |
| 19 | Gregor Baumann        | SUI  | 724    |
| 20 | Corey Butner          | USA  | 568    |
| 21 | Nicolae Istrate       | ROU  | 473    |
| 22 | Loic Costerg          | SUI  | 434    |
| 23 | Dawid Kupczyk         | POL  | 306    |
| 24 | Lamin Deen            | GBR  | 284    |

| #  | Piloot                  | Land | Punten |
| -- | ----------------------- | ---- | ------ |
| 25 | Heath Spence            | AUS  | 152    |
| 26 | Alexej Gorlatsjev       | RUS  | 112    |
| 27 | Won Yun-jong            | KOR  | 101    |
| 28 | Patrick Baumgartner (J) | ITA  | 095    |
| 29 | Lukas Gschnitzer (J)    | ITA  | 080    |
| 30 | Hiroshi Suzuki          | JPN  | 074    |
| 31 | Benjamin Maier (J)      | AUT  | 056    |
| 32 | Kim Dong-hyun (J)       | KOR  | 040    |

 (J) = junior 

## Tweemansbob (v)

### Uitslagen
| Datum | Plaats        | Eerste                                         | Tweede                                                                                          | Derde                                              |
| ----- | ------------- | ---------------------------------------------- | ----------------------------------------------------------------------------------------------- | -------------------------------------------------- |
| 30/11 | Calgary       | Canada Kaillie Humphries Heather Moyse         | Verenigde Staten Elana Meyers Aja Evans                                                         | Verenigde Staten Jamie Greubel Katie Eberling      |
| 06/12 | Park City (1) | Verenigde Staten Elana Meyers Aja Evans        | Canada Kaillie Humphries Heather Moyse                                                          | Verenigde Staten Jamie Greubel Katie Eberling      |
| 07/12 | Park City (2) | Verenigde Staten Elana Meyers Aja Evans        | Verenigde Staten Jamie Greubel Katie Eberling Verenigde Staten Jazmine Fenlator Lauryn Williams |                                                    |
| 14/12 | Lake Placid   | Canada Kaillie Humphries Heather Moyse         | Verenigde Staten Elana Meyers Lauryn Williams                                                   | Verenigde Staten Jamie Greubel Katie Eberling      |
| 05/01 | Winterberg    | Duitsland Sandra Kiriasis Franziska Fritz      | Verenigde Staten Elana Meyers LoLo Jones                                                        | Duitsland Anja Schneiderheinze Stephanie Schneider |
| 11/01 | Sankt Moritz  | Canada Kaillie Humphries Heather Moyse         | Duitsland Cathleen Martini Christin Senkel                                                      | Zwitserland Fabienne Meyer Tanja Mayer             |
| 19/01 | Igls          | Verenigde Staten Jamie Greubel Lauryn Williams | Verenigde Staten Elana Meyers Aja Evans                                                         | Duitsland Anja Schneiderheinze Stephanie Schneider |
| 26/01 | Königssee *   | Zwitserland Fabienne Meyer Tanja Mayer         | Verenigde Staten Elana Meyers Aja Evans                                                         | Canada Kaillie Humphries Heather Moyse             |

Belgische en Nederlandse deelnemers
| Land      | WB #1                | WB #2                | WB #3                | WB #4               | WB #5                 | WB #6                  | WB #7                       | WB #8 *             |
| --------- | -------------------- | -------------------- | -------------------- | ------------------- | --------------------- | ---------------------- | --------------------------- | ------------------- |
| België    | 10e Willemsen Mariën | 12e Willemsen Mariën | 10e Willemsen Mariën | 7e Willemsen Mariën | 6e Willemsen Mariën   | 7e Willemsen Mariën    | 12e Willemsen Mariën        | 6e Willemsen Mariën |
| België    |                      |                      |                      |                     | 18e Vannieuwenhuyse ? |                        | dns Vannieuwenhuyse Holthof |                     |
| Nederland | 15e Kamphuis Dekker  | 7e Kamphuis Vis      | 9e Kamphuis Dekker   | 8e Kamphuis Vis     | 7e Kamphuis Vis       | 11e Kamphuis Boekelman | 8e Kamphuis Vis             | 5e Kamphuis Vis     |

* WB#8 26/01: Tegelijkertijd het Europees kampioenschap. Nadat de niet-Europese bobs uit de uitslag werden gehaald eindigde Kamphuis als derde en Willemsen als vierde.

### Eindstand
| #  | Pilote               | Land | Punten |
| -- | -------------------- | ---- | ------ |
| 01 | Kaillie Humphries    | CAN  | 1629   |
| 02 | Elana Meyers         | USA  | 1628   |
| 03 | Jamie Greubel        | USA  | 1563   |
| 04 | Sandra Kiriasis      | GER  | 1441   |
| 05 | Cathleen Martini     | GER  | 1394   |
| 06 | Anja Schneiderheinze | GER  | 1288   |
| 07 | Jazmine Fenlator     | USA  | 1266   |
| 08 | Fabienne Meyer       | SUI  | 1265   |
| 09 | Esmé Kamphuis        | NED  | 1232   |
| 09 | Elfje Willemsen      | BEL  | 1232   |

| #  | Pilote                     | Land | Punten |
| -- | -------------------------- | ---- | ------ |
| 11 | Caroline Spahni            | SUI  | 1200   |
| 12 | Paula Walker               | GBR  | 1112   |
| 13 | Olga Stalneva              | RUS  | 1072   |
| 14 | Jennifer Ciochetti         | CAN  | 0976   |
| 15 | Christina Hengster         | AUT  | 0824   |
| 16 | Astrid Radjenovic          | AUS  | 0820   |
| 17 | Anastasia Tambovtseva      | RUS  | 0584   |
| 18 | Victoria Olaoye            | GBR  | 0316   |
| 19 | Mica McNeill (J)           | GBR  | 0290   |
| 20 | Maria Adela Constantin (J) | ROU  | 0234   |

| #  | Pilote                | Land | Punten |
| -- | --------------------- | ---- | ------ |
| 21 | An Vannieuwenhuyse    | BEL  | 0154   |
| 22 | Kim Su-nok            | KOR  | 0136   |
| 23 | Nadezha Sergeeva      | RUS  | 0088   |
| 24 | Serena Cappanelli (J) | ITA  | 0062   |

(J) = junior 
1983/1984 · 
1984/1985 · 
1985/1986 · 
1986/1987 · 
1987/1988 · 
1988/1989 · 
1989/1990 · 
1990/1991 · 
1991/1992 · 
1992/1993 · 
1993/1994 · 
1994/1995 · 
1995/1996 · 
1996/1997 · 
1997/1998 · 
1998/1999 · 
1999/2000 · 
2000/2001 · 
2001/2002 · 
2002/2003 · 
2003/2004 · 
2004/2005 · 
2005/2006 · 
2006/2007 · 
2007/2008 · 
2008/2009 ·
2009/2010 ·
2010/2011 ·
2011/2012 ·
2012/2013 ·
2013/2014 ·
2014/2015 ·
2015/2016 ·
2016/2017 ·
2017/2018 ·
2018/2019 ·
2019/2020 ·
2020/2021 ·
2021/2022 ·
2022/2023 ·
2023/2024 ·
2024/2025
Alpineskiën ·
Biatlon ·
Bobsleeën ·
Freestyleskiën ·
Langlaufen ·
Noordse combinatie ·
Rodelen ·
Schaatsen (junioren) ·
Schansspringen ·
Shorttrack ·
Skeleton ·
Snowboarden